# سو هيون-أوك
سو هيون-أوك ((بالإنجليزية: So Hyon-uk)؛ مواليد 17 أبريل 1992) هو لاعب كرة قدم كوري شمالي يلعب حالياً مع نادي أبريل 25 الرياضي ومنتخب كوريا الشمالية.

## روابط خارجية
- سو هيون-أوك على موقع قاعدة بيانات كرة القدم.إي يو (الإنجليزية)
- سو هيون-أوك على موقع ناشيونال فوتبول تيمز (الإنجليزية)
- سو هيون-أوك على موقع Soccerway.com (الإنجليزية)
- سو هيون-أوك على موقع عالم كرة القدم.نت (الإنجليزية)